# Gefahr am Doro-Paß
Gefahr am Doro-Paß (Originaltitel: The Drum) ist ein britischer Abenteuerfilm des Regisseurs Zoltan Korda aus dem Jahr 1938 nach dem Roman The Drum von A. E. W. Mason.

## Handlung
Während seiner Dienstzeit in Britisch-Indien versucht Captain Carruthers einen Schmugglerring aufzudecken, der Waffen in die unruhige Nordwest-Region bringt. Carruthers befürchtet, dass sich eine Rebellion erheben könnte. Der britische Gouverneur unterzeichnet einen Vertrag mit dem friedliebenden König von Tokot, einem Königreich nördlich von Peshawar. Der Sohn des Königs, Prinz Azim, freundet sich mit Carruthers an und lernt von dem jungen Regimentstrommler Bill Holder dieses Instrument zu spielen.
Als der Bruder des Königs, Prinz Ghul den König ermorden lässt und den Thron besteigt, muss Azim fliehen, um nicht das gleiche Schicksal zu erleiden. Mit zwei seiner treuen Gefolgsleuten flüchtet er nach Peshawar. Carruthers Ehefrau rettet den jungen Prinzen, als ein Attentat auf ihn verübt wird. Der dankbare Azim will die Briten dennoch verlassen, da er meint, sich unter Leuten seines Volkes besser verstecken zu können.
Carrathurs wird zum neuen König geschickt, um den Vertrag zu erneuern. Ghul gibt vor, den Vertrag in Ehren zu halten, doch in Wirklichkeit sein Volk zur Rebellion antreiben. Sein Plan ist, Carruthers und dessen Männer am letzten Tag einer großen Feier zu töten und somit die Revolte zu starten. Prinz Azim erfährt von den Plänen. Doch er kann den Gouverneur nicht überzeugen. Azim macht sich auf den Weg, seinen Freund zu warnen. Nachdem er Peshawar verlassen hat, erfährt auch der Gouverneur von Ghuls wahren Absichten und schickt vier Bataillone.
Azim kann Carruthers warnen, indem er ein Warnsignal auf der Trommel spielt. Bei der folgenden Schlacht können die Briten die Rebellion niederschlagen. Ghul wird getötet, Azim wird als König inthronisiert.

## Hintergrund
Die Uraufführung des Films fand am 10. April 1938 in London statt. In Deutschland erschien der Film erst mit 14-jähriger Verspätung am 3. Oktober 1952 in einer um 16 Minuten gekürzten Fassung.
Der Film ist einer der Produktionen von London Films, bei denen alle drei Korda-Brüder beteiligt waren: Zoltan als Regisseur, Alexander als Produzent und Vincent als Ausstatter. Peter Ellenshaw war als Matte-Künstler engagiert, Robert Krasker und Christopher Challis als Kameratechniker, Miklós Rózsa steuerte zusätzliche Musikstücke bei.
Hauptdarsteller Sabu (mit vollem Namen Sabu Dastagir), ein ehemaliger indischer Elefantentreiber, stand das zweite Mal für einen Spielfilm vor der Kamera. Der Film ist einer von vier, die er mit Zoltan und Alexander Korda drehte.

### Synchronisation
Die deutsche Synchronfassung entstand bei der Mars-Film GmbH, Berlin. Georg Rothkegel schrieb das Dialogbuch und führte Regie.
| Rolle              | Darsteller          | Synchronsprecher     |
| ------------------ | ------------------- | -------------------- |
| Prinz Azim         | Sabu                | Wilfried Schaelicke  |
| Prinz Ghul         | Raymond Massey      | Friedrich Joloff     |
| Captain Carruthers | Roger Livesey       | Wolf Martini         |
| Mrs. Carruthers    | Valerie Hobson      | Charlotte Radspieler |
| Bill Holder        | Desmond Tester      | Frank Scholze        |
| Gouverneur         | Francis L. Sullivan | Walter Altenkirch    |
| Rajab              | Charles Oliver      | Erich Dunskus        |

## Kritiken
Das Lexikon des internationalen Films bezeichnete Gefahr am Doro-Paß als „Verfilmung eines Romans von A. E. W. Mason, eines damals wegen seiner imperialistischen Haltung in England geschätzten Romanciers. Ganz auf handfeste Abenteuerunterhaltung ausgerichtet. Bemerkenswert: die schönen Landschaftsaufnahmen und die malerische Folklore.“ Die Filmzeitschrift Cinema fand den Film „exzellent fotografiert und packend erzählt“.
Variety lobte besonders die Vorlage von A. E. W. Mason, die eine exzellente spannende Fabel aus Indien mit guten Dialogen liefere.

## Auszeichnungen
Bei den Internationalen Filmfestspielen von Venedig 1938 war Zoltan Korda für den Mussolini Cup nominiert.